# 高橋勲 (競艇選手)
高橋 勲（たかはし いさお、1967年12月22日 - ）は、神奈川県出身の競艇選手。
登録番号3517。身長166cm。血液型O型。68期。東京支部所属。

## 来歴
神奈川県横須賀市で生まれ育つ。拓殖大学を中退し本栖研修所に。1991年5月平和島競艇場でデビュー（節間成績：2・5・5・1・Ｆ・6）。新人時代は1年間に4本のフライングを経験。初優勝は1995年江戸川競艇場にて（優出12回目）。1996年に完全優勝1回を含む年間V6を達成し、1997年の住之江競艇場・総理大臣杯でSG初出場。1998年には福岡競艇場・全日本選手権で優出2着、平和島競艇場・競艇王チャレンジカップで優出4着の実績。2007年SG第54回全日本選手権競走（平和島競艇場）にて,唯一地元選出のなか優勝戦は1コース一番人気となり、見事SG初制覇を果たし魚谷智之のSG3連覇と全日本選手権連覇のダブル大記録達成を阻止した。

## 人物・エピソード
- 強気の攻めと豪快なターンが特徴。攻めの姿勢が裏目に出てフライングになる事が多いが、高橋はこのスタイルを守り続けている。
- 高校の同級生に同支部の競艇選手・渡辺豊がおり、高校3年生の夏の時に渡辺が「競艇選手になろう」と高橋を誘ったがその場では断った。大学生活を経て、いざ就職という時に、本当に自分でやりたい仕事が見つからなかったのと、先に選手になった渡辺がいい暮らしをしている事を知り、競艇選手を目指し受験したところ一発で合格。
- 趣味は学生時代から始めたサーフィン。

## SG・GIタイトル

### SG
- 全日本選手権競走（2007年・平和島競艇場）